# Jasper (Míchigan)
Jasper es un lugar designado por el censo ubicado en el condado de Lenawee en el estado estadounidense de Míchigan. En el Censo de 2010 tenía una población de 412 habitantes y una densidad poblacional de 39,45 personas por km².

## Geografía
Jasper se encuentra ubicado en las coordenadas 41°47′9″N 84°2′25″O / 41.78583, -84.04028. Según la Oficina del Censo de los Estados Unidos, Jasper tiene una superficie total de 10.44 km², de la cual 10.44 km² corresponden a tierra firme y (0%) 0 km² es agua.

## Demografía
Según el censo de 2010, había 412 personas residiendo en Jasper. La densidad de población era de 39,45 hab./km². De los 412 habitantes, Jasper estaba compuesto por el 94.42% blancos, el 0.49% eran afroamericanos, el 0.24% eran amerindios, el 0% eran asiáticos, el 0% eran isleños del Pacífico, el 2.43% eran de otras razas y el 2.43% pertenecían a dos o más razas. Del total de la población el 5.58% eran hispanos o latinos de cualquier raza.